# Schöntal
Schöntal là một thị xã nằm ở huyện Hohenlohekreis thuộc bang Baden-Württemberg, Đức.

## Hành chính
Thị xã Schöntal bao gồm:

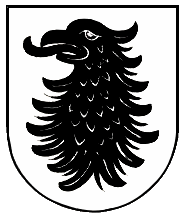
Làng Aschhausen
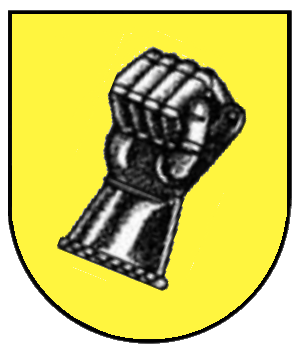
Làng Berlichingen
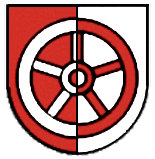
Làng Bieringen
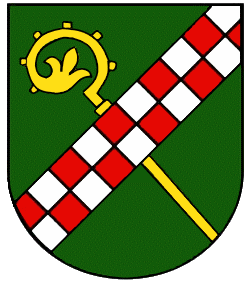
Tu viện Schöntal
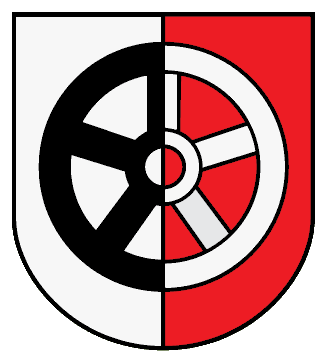
Làng Marlach
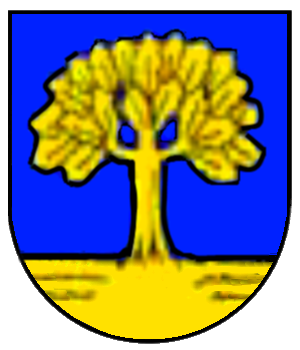
Làng Oberkessach
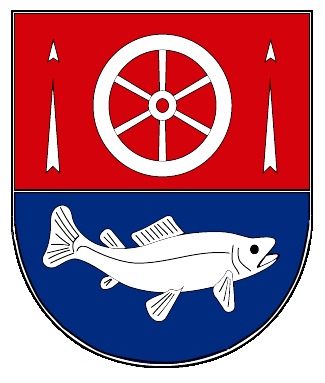
Làng Sindeldorf
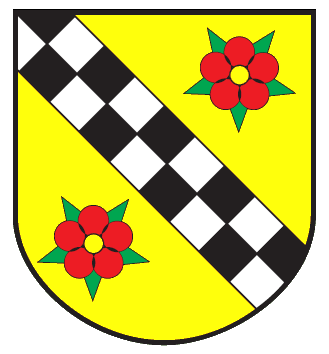
Làng Westernhausen
Làng Winzenhofen

## Thư viện ảnh

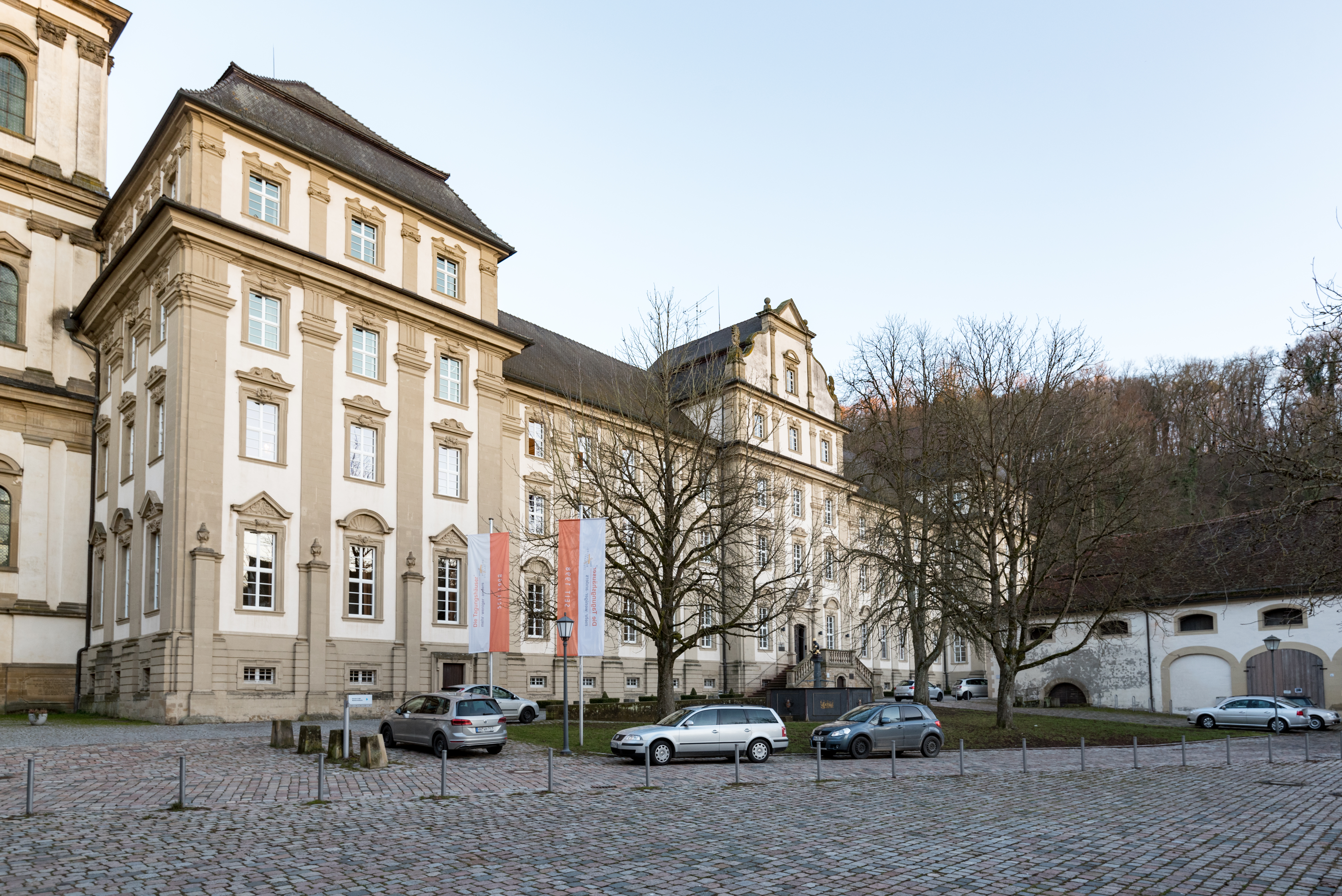
Tòa thị chính
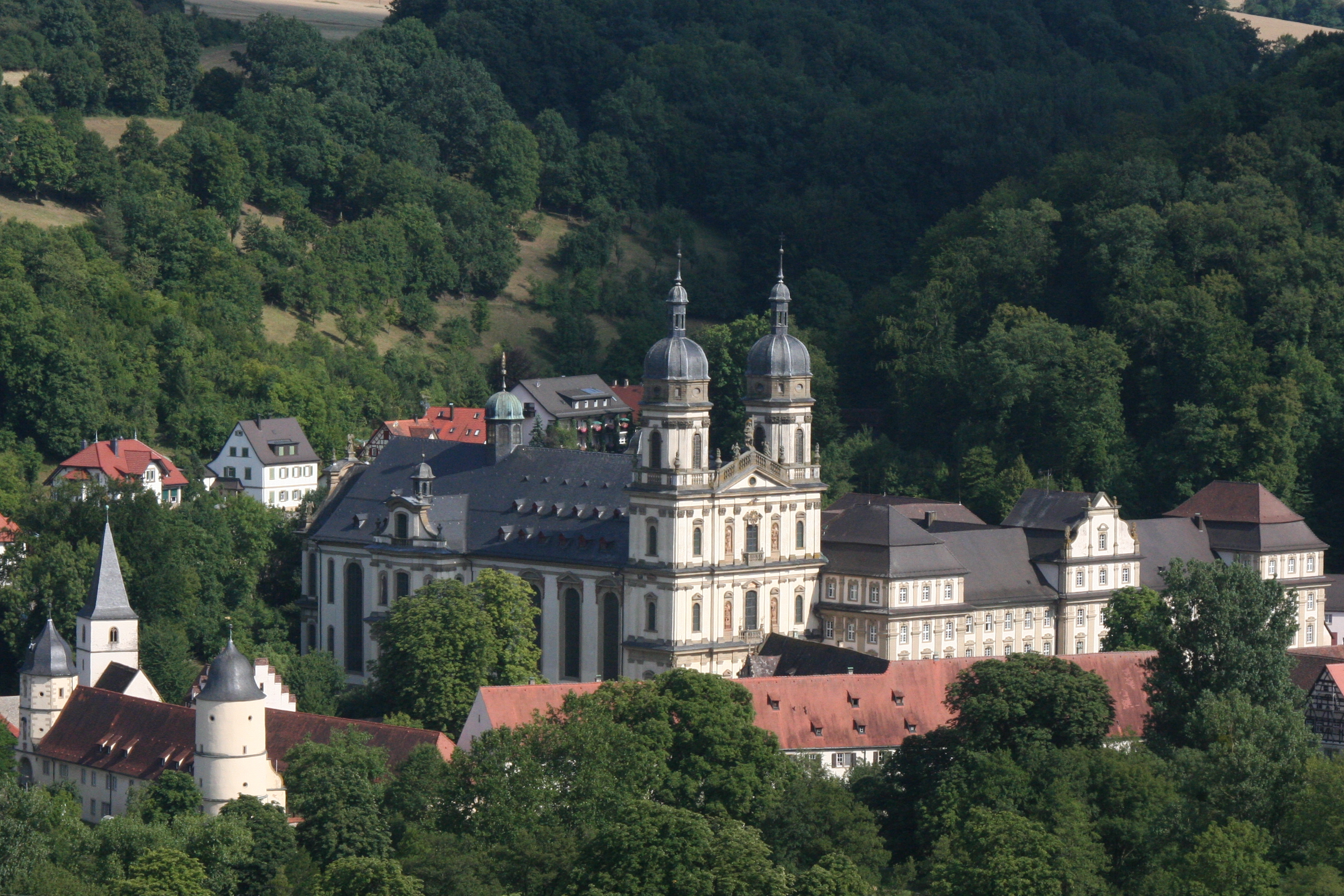
Tu viện Schöntal
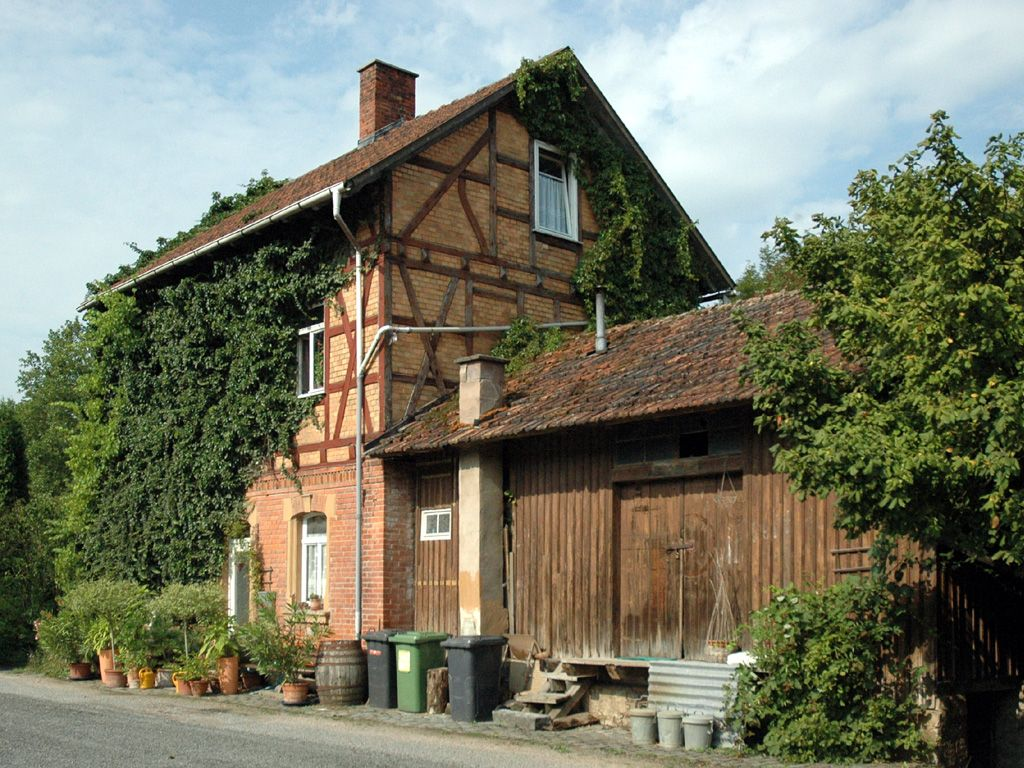
Ga xe lửa Jagsttalbahn cũ tại tu viện Schöntal
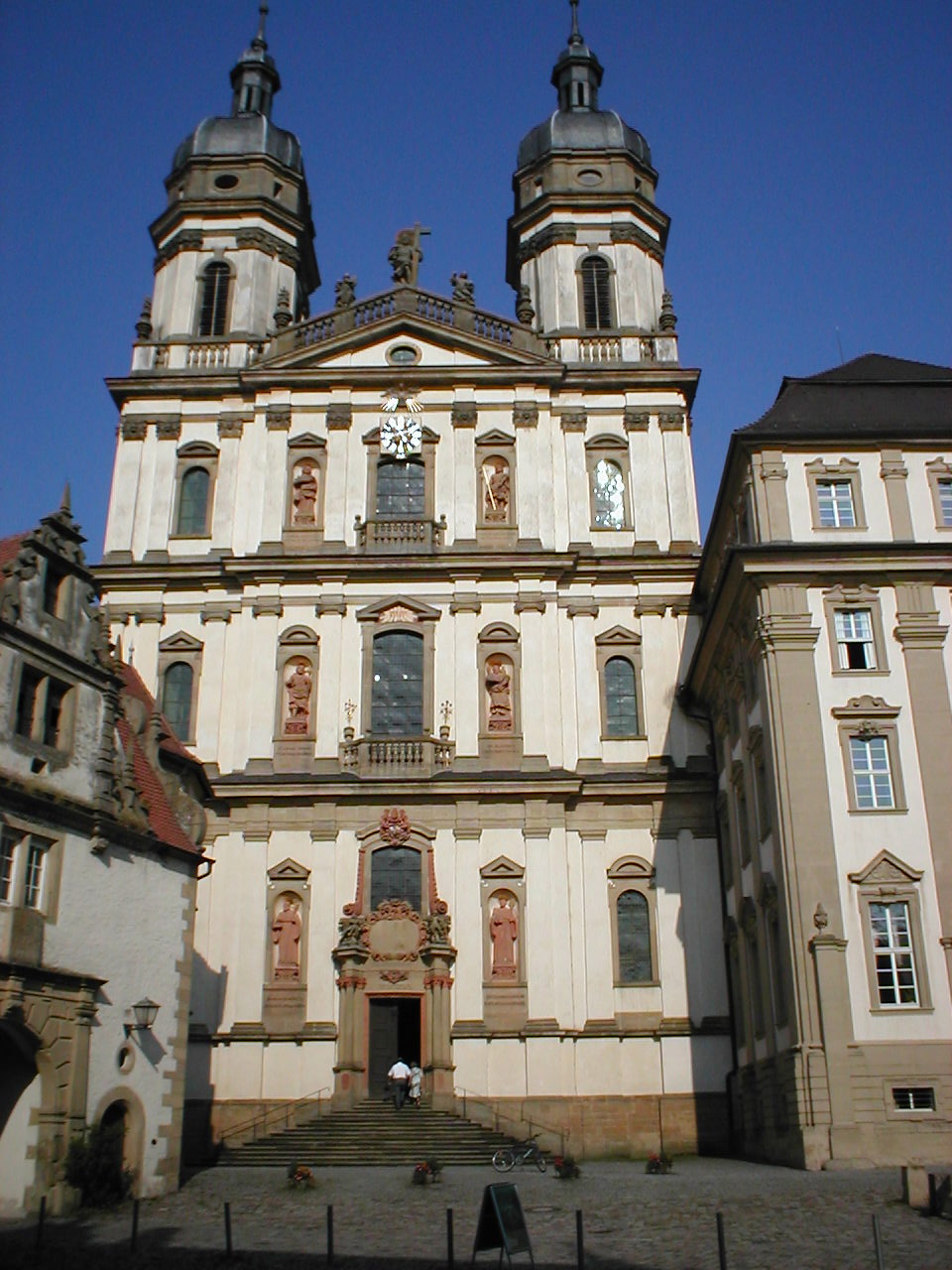
Nhà thờ Baroque của tu viện Schöntal Cistercian